# Flottenschule „Walter Steffens“
Die Flottenschule „Walter Steffens“ in Parow diente der Ausbildung von Maaten (Unteroffizieren) und Matrosen (Mannschaften) der Volksmarine der DDR. Sie wurde 1950 als Seepolizeischule Parow gegründet und am 1. Dezember 1970 in „Flottenschule Walter Steffens“ umbenannt. Sie bestand bis 1990. Ab 1992 begann auf ihrem Gelände die Einrichtung der Marinetechnikschule der Bundesmarine.

## Geschichte

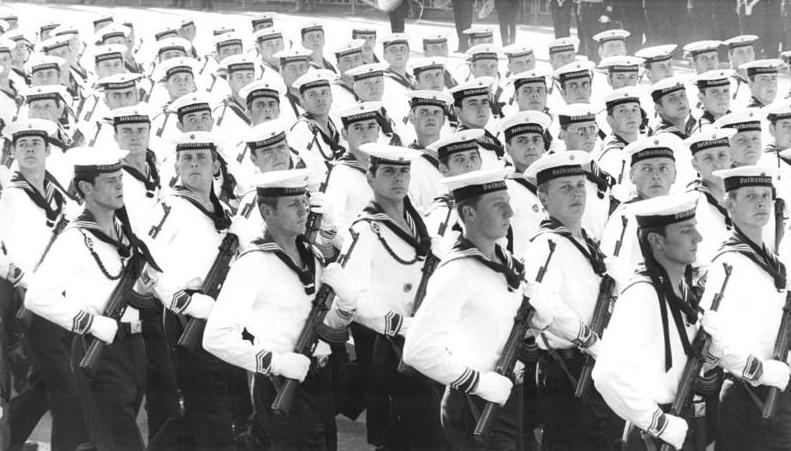
Ehrenformation Maatschüler der Flottenschule „Walter Steffens“ während der Ehrenparade in Berlin am 7. Oktober 1979.

Am 1. März 1950 erhielt Walter Steffens den Auftrag, für die Volkspolizei See eine Seepolizeischule auf dem ehemaligen Seefliegerhorst bei Parow aufzubauen. Das Eintreffen der ersten Rekruten am 1. August 1950 markierte das offizielle Eröffnungsdatum. Walter Steffens, im Rang eines Seepolizei-Inspektors, war der erste Leiter der Einrichtung.

### Ausbildung
Ausgebildet wurde ab 1970 in verschiedenen Fachrichtungen für:
- seemännische und waffentechnische Laufbahnen,
- funk- und funktechnische Laufbahnen,
- maschinen-technische Laufbahnen sowie
- die Hochschulreife für Offiziersschüler der Marine (möglicherweise für ein späteres Studium an einer Offiziershochschule der DDR)

Für die Schule waren verschiedene Ausbildungsschiffe abgestellt, u. a.:
- Minenabwehrschiff, Typ 43
- Minenabwehrschiff, Schwalbe-Klasse
- Minenabwehrschiff, Habicht-Klasse
- Minenabwehrschiff, Krake-Klasse 1970–1976
- Minenabwehrschiff, Kondor-Klasse
- Minenabwehrschiff, Kondor-II-Klasse
- Torpedoschnellboot, TSB Projekt 206[1]
- Raketenschnellboot, Osa-Klasse

Während der Zeit der Maat- oder Unterführerausbildung trugen die betreffenden Soldaten den Dienstgrad Maatschüler (OR-3).

### Ausbildungsdauer
Die Ausbildungszeiten betrugen für Matrosen sechs und für Maate zehn Monate. Ab 1984 wurden die Ausbildungszeiten um zwei Monate verkürzt. Die Flottenschule Walter Steffens bzw. ihr Vorgänger bildeten zwischen 1950 und 1990 sämtliche Mannschaften und Unteroffiziere der Volksmarine aus.
Die Flottenschule wurde mit Befehl 96/90 des Chefs der Volksmarine am 3. Oktober 1990 nicht in die Bundeswehr übernommen und somit faktisch aufgelöst. Das Gelände wird seit 1992 von der Marinetechnikschule genutzt.

## Kommandeure
- 1970–1973: Kapitän zur See Heinz Thude
- 1973–1974: Kapitän zur See Egon Nitz
- 1974–1983: Konteradmiral Rudi Wegner
- 1983–1990: Konteradmiral Egon Nitz